# Réfrigérateur
Cet article concerne l'appareil électro-ménager appelé populairement frigo. Pour les autres significations du terme frigo, voir Frigo.
 (mai 2009).
Si vous disposez d'ouvrages ou d'articles de référence ou si vous connaissez des sites web de qualité traitant du thème abordé ici, merci de compléter l'article en donnant les références utiles à sa vérifiabilité et en les liant à la section « Notes et références ».
Un réfrigérateur est un meuble ou une armoire fermée et calorifugée dont la température est régulée par réfrigération indépendamment de la température extérieure (cuisine, chambre froide, pharmacie, laboratoire, etc.).
Dans un réfrigérateur, un compartiment principal maintient une température inférieure à 5 °C. Un deuxième compartiment peut avoir une température plus basse, soit un freezer à glaçons, soit un compartiment à −18 °C appelé congélateur.dont le Victor 5 qui est en chiffre romain Victor V 
Le nom frigidaire couramment employé comme synonyme de réfrigérateur, est un onomastisme formé sur la marque Frigidaire, créée par General Motors, aujourd'hui propriété du groupe Electrolux. En revanche, le terme frigo du langage familier, abréviation de frigorifié ou frigorifique, n'est pas lié à une marque.

## Étymologie

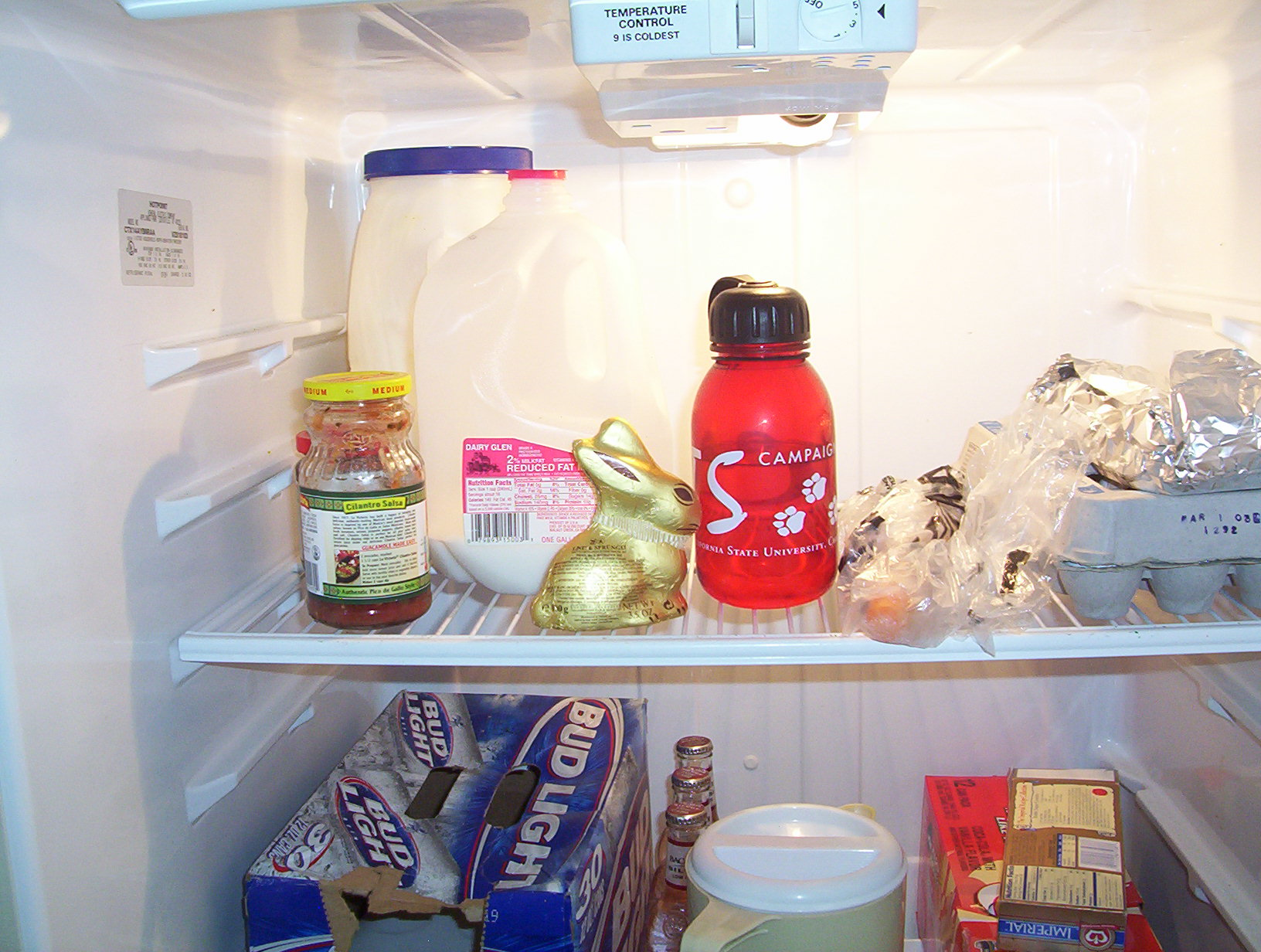
Intérieur d'un réfrigérateur.

La réfrigération (du latin frigus, froid) est généralement le refroidissement d'un corps par le transfert d'une partie de sa chaleur. Les applications sont la conservation des aliments, l'abaissement de la température de boissons pour les rendre plus agréables à la consommation, etc.

## Description
La fonction d'une machine de réfrigération est de prendre de la chaleur du côté basse température en produisant une évaporation du fluide frigorigène qui se condense par la suite sur la paroi du fond de l'appareil et de la rejeter à l'extérieur grâce à la grille située derrière l'appareil, en utilisant une énergie externe pour entretenir le processus. Un réfrigérateur est une pompe à chaleur généralement animée par un moteur électrique, mais il est également possible d'employer les sels eutectiques ou des procédés sans aucun moteur tel que l'absorption ou l'effet Peltier.

## Thermodynamique

Schéma de principe d'un circuit frigorifique.

Les réfrigérateurs sont des pompes à chaleur dont la plupart (comme ceux qui équipent maisons et voitures) utilisent un cycle de changement de phase. Ce procédé fait tourner un cycle de Carnot pour transférer de la chaleur de la partie à refroidir vers la partie qui sera réchauffée. Le compresseur est la pompe du circuit, qui permet de faire circuler le fluide réfrigérant. Ce cycle se déroule en quatre temps :
1. Compression : le réfrigérant à l'état vapeur est compressé et sort du compresseur à haute pression et haute température ;
2. Condensation : la vapeur très chaude (et compressée) passe dans un condenseur (ou échangeur de chaleur) où elle va céder de la chaleur au milieu ambiant (l'air de la pièce), ce qui va lui permettre de se liquéfier, c'est-à-dire passer de l'état vapeur (gazeux) à l'état liquide ;
3. Détente : à la sortie du condenseur le liquide sous haute pression est détendu en faisant baisser rapidement la pression[3] dans un détendeur (en faisant circuler le fluide au travers d'un orifice). Cette subite baisse de pression a pour effet de vaporiser une partie du fluide. Le réfrigérant est à présent à son état le plus froid du cycle ;
4. Évaporation : le fluide réfrigérant à présent froid et partiellement vaporisé circule dans un échangeur de chaleur (évaporateur) qui se trouve dans l'ambiance à refroidir. Il soustrait de la chaleur au médium (air) pour refroidir celui-ci. En absorbant de la chaleur, le réfrigérant s'évapore complètement (passage de l'état liquide à l'état gazeux).

Il existe aussi un procédé plus complexe, à deux fluides, où le compresseur est remplacé par une source de chaleur : par exemple le réfrigérateur à absorption de gaz. Ce procédé est exploité lorsque l'électricité ou la force mécanique manquent, alors qu'une source de chaleur est disponible (caravanes, frigos solaires…) ou lorsque le bruit doit être le plus faible possible (chambre d’hôtel par exemple).

## Histoire
Avant l'invention des réfrigérateurs, on conservait les denrées périssables dans une pièce spéciale, le cellier, généralement orientée vers le Nord. L'usage se développa aussi, particulièrement à la Renaissance, de stocker la glace découpée l'hiver sur les étangs, dans une glacière. Il s'agissait d'un trou fermé par un couvercle isolant dans lequel on alternait des couches de paille, ou de sciure de bois, et de glace. Comme « l'air froid » descend et que « l'air chaud » monte, l'orifice de remplissage se situant en haut, la température basse se maintenait et une partie de la glace, ainsi stockée, se conservait jusqu'à l'été.
Il existait aussi le leytès, également appelé cabenère, niche à lait, frigo à lait qui était un frigo servant à conserver le lait au frais après la traite et avant la descente au lieu de vente.
Des inventeurs tentèrent de fabriquer de la glace artificielle à la fin du XVIIIe et au début du XIXe siècle. En 1755, l’Écossais William Cullen obtient un peu de glace par vapeur d’eau sous « cloche à vide » et en fit la première démonstration publique en 1756.
En 1834, Jacob Perkins, un Américain, invente la première machine frigorifique fonctionnelle. Puis un peu plus tard, Perkins est crédité du premier brevet de réfrigération utilisant le cycle de compression de vapeur, attribué le 14 août 1835. Le système de la machine était l'utilisation de l'éther dans un cycle de compression de vapeur. Cette idée serait venue en premier d'un autre inventeur américain, Oliver Evans, qui avait conçu ce système en 1805, mais qui n'a jamais fait construire son projet.
En 1850, Ferdinand Carré invente une machine frigorifique à l'eau et à l'ammoniac.

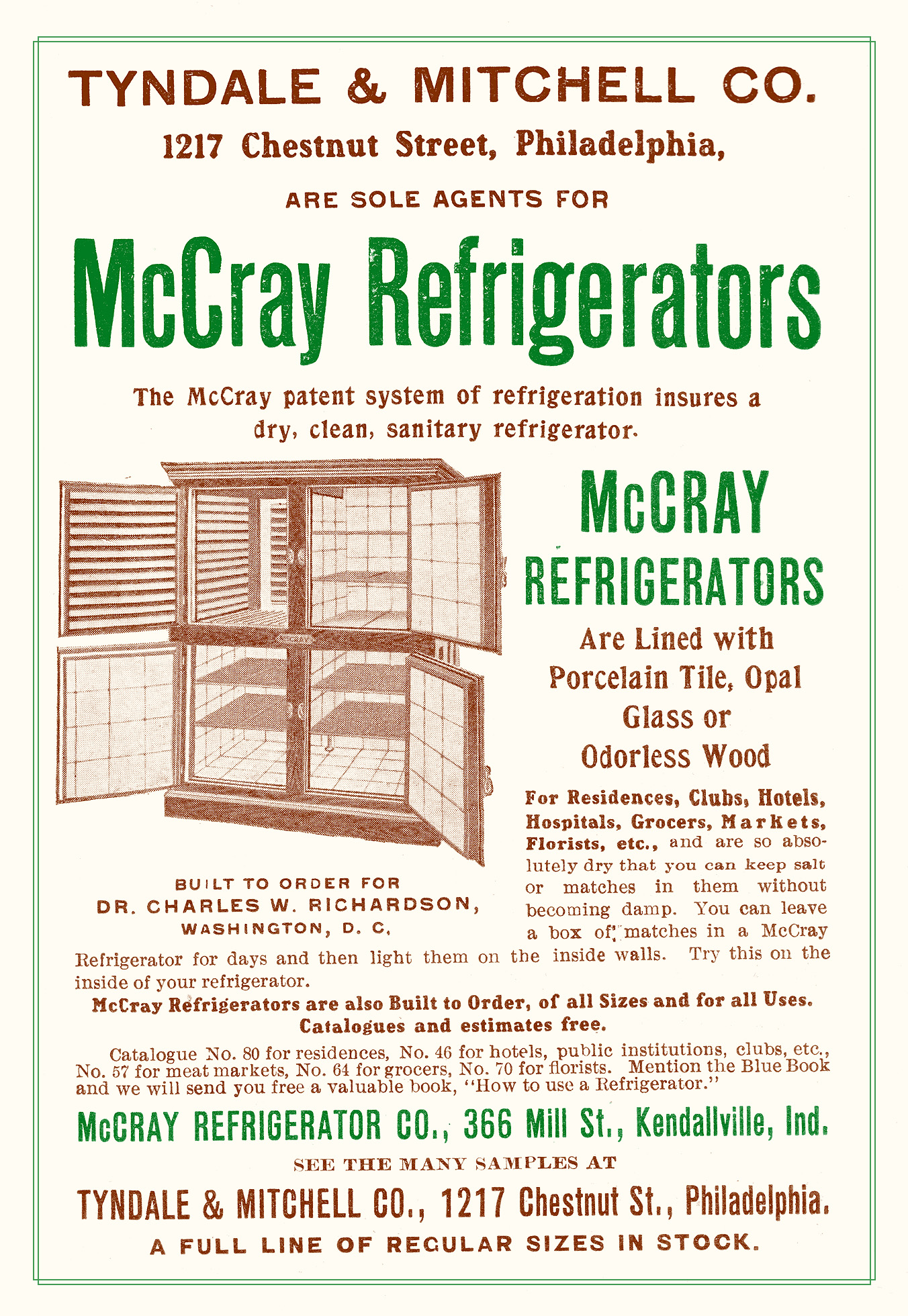
Réclame pour la marque américaine McCray Refrigerator Company en 1905.

La première utilisation industrielle d'une machine frigorifique est celle de James Harrison en 1851, lorsqu'il a fabriqué un système de réfrigération à compression de vapeur (vapor compression refrigeration system). James Harrison, était un imprimeur écossais, émigré en Australie, qui avait acheté une entreprise de presse. Alors qu'il nettoyait des caractères à l'éther, il remarqua que le liquide refroidissait fortement le métal en s'évaporant,. Harrison eut l'idée de comprimer l'éther gazeux avec une pompe pour le transformer en liquide, puis de laisser l'éther liquide revenir à l'état gazeux en provoquant un refroidissement. Harrison mit ce système en œuvre dans une brasserie australienne, où le gaz froid d'éther était pompé dans des tuyaux qui circulaient dans le bâtiment. Il utilisa le même principe pour fabriquer de la glace en faisant passer dans de l'eau les tuyaux refroidis par l'éther gazeux. Mais il fit faillite en 1860 car la glace naturelle qu'on importait par bateau d'Amérique restait moins chère.

### Réfrigérateur moderne
En 1858, le Français Charles Tellier crée la première machine frigorifique à circulation de gaz ammoniac liquéfié, permettant la production de froid à usage aussi bien domestique qu'industriel. En 1865, il construit une machine à compression mécanique à gaz liquéfié. Ces inventions permettent la réfrigération industrielle (dès 1865) et le transport réfrigéré, notamment par bateau (navire frigorifique) : le premier navire équipé de systèmes de réfrigération à l'éther méthylique selon les principes de Tellier a été le Frigorifique, entré en fonction en 1876.
Cette même année 1876, l'Allemand Carl von Linde invente le réfrigérateur domestique tel que nous le connaissons aujourd'hui. Une des premières utilisations de la réfrigération domestique a eu lieu au domaine de Biltmore à Asheville (Caroline du Nord), aux États-Unis, autour de 1895. Le principe de l'invention de Linde permet de fabriquer industriellement en 1913 le tout premier réfrigérateur domestique, le « Domelre », pour Domestic Electric Refrigerator, par Fred W. Wolf Junior de Chicago. En France, les premiers réfrigérateurs font leur apparition en 1952, fabriqués par Frigeavia dans l'usine de Bouguenais.
Le réfrigérateur à absorption de gaz, qui se refroidit par l'utilisation d'une source de chaleur, a été inventé en Suède par Baltzar von Platen et Carl Munters en 1922, alors qu'ils étaient tous deux étudiants à l'Institut royal de technologie de Stockholm. Leur invention permet de produire du froid à partir d'une source d'énergie telle que le propane, l'électricité ou le kérosène. En 1923, la production de leur réfrigérateur à usage domestique commence par l'intermédiaire de la société AB Arctic. En 1925, AB Arctic est achetée par Servel (unité d'Electrolux), qui commercialise ses produits dans le monde entier, notamment aux États-Unis où elle dépose le brevet d'invention le 7 décembre 1926. Servel est pendant de nombreuses années le seul producteur de ce réfrigérateur aux États-Unis. Aujourd'hui, il est utilisé dans les maisons non reliées au réseau électrique, dans des camping-cars ou les chambres d'hôtels, car il ne produit aucun bruit.
Albert Einstein et son élève et collègue Léo Szilard brevettent en 1930 un réfrigérateur utilisant du butane, de l'eau et de l'ammoniac.
Ce n'est qu'en 1925 que seront fabriqués les premiers réfrigérateurs tout en un, contenant la même glacière ainsi que le moteur, le compresseur et le condenseur (le dernier trio était auparavant séparé, à côté, ou en dessous du réfrigérateur). De 1890 à 1929, les réfrigérateurs utiliseront des gaz toxiques comme réfrigérants : par exemple l'ammoniac (NH3), le chlorométhane (CH3Cl.) et le dioxyde de soufre (SO2). En 1928, un ingénieur américain, Thomas Midgley développe les chlorofluorocarbures (CFC), en particulier le fréon (CCL2F2), comme substitut à ces gaz toxiques. Ce n'est qu'en 1973 que les chimistes américains Frank Sherwood Rowland et Mario Molina réaliseront l'effet néfaste des CFC sur la couche d'ozone de la planète, conduisant au protocole de Montréal en 1985. Le premier gaz réfrigérant utilisé pour remplacer les gaz CFC (R12, R22) dans les réfrigérateurs domestiques est le R134a.
L'isolation des premiers réfrigérateurs était en liège. Comme il n'y a pas de forêts de liège aux États-Unis, les États-Unis faisaient venir le liège d'Espagne et du Portugal. En 1897, l'ingénieur chimiste américain Charles Corydon Hall développe un processus de conversion du calcaire fondu en fibres qui devient un matériau isolant et lance, à partir de 1902, l'industrie de l'isolation en laine de roche en Amérique. Le produit — le liège s'appelant cork en anglais, le produit de Hall s'appellera donc « Rock Cork » — est moins cher que le liège importé et il est ignifuge et résistant à la vermine. À l'époque où il fabrique ce matériau isolant, les principaux utilisateurs d'isolants sont les brasseries, les distilleries et les entrepôts frigorifiques. Ces entreprises sont sceptiques quant au nouveau matériau isolant car il ne ressemble pas au liège . Néanmoins, l'entreprise de Hall prospère et la Frigidaire Appliance Company utilisera une grande partie de ce qui sera produit par Hall pour ses réfrigérateurs.

## Réfrigérateurs domestiques

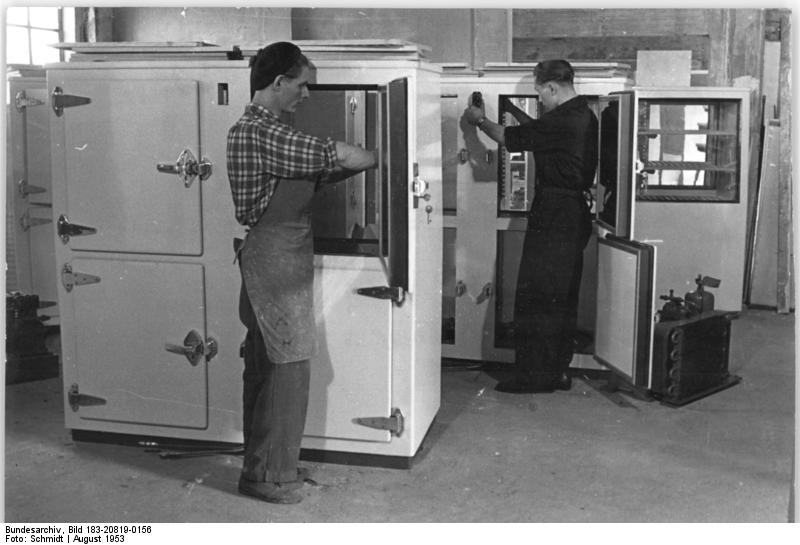
Montage de réfrigérateurs à Erfurt en 1953.

### Généralités

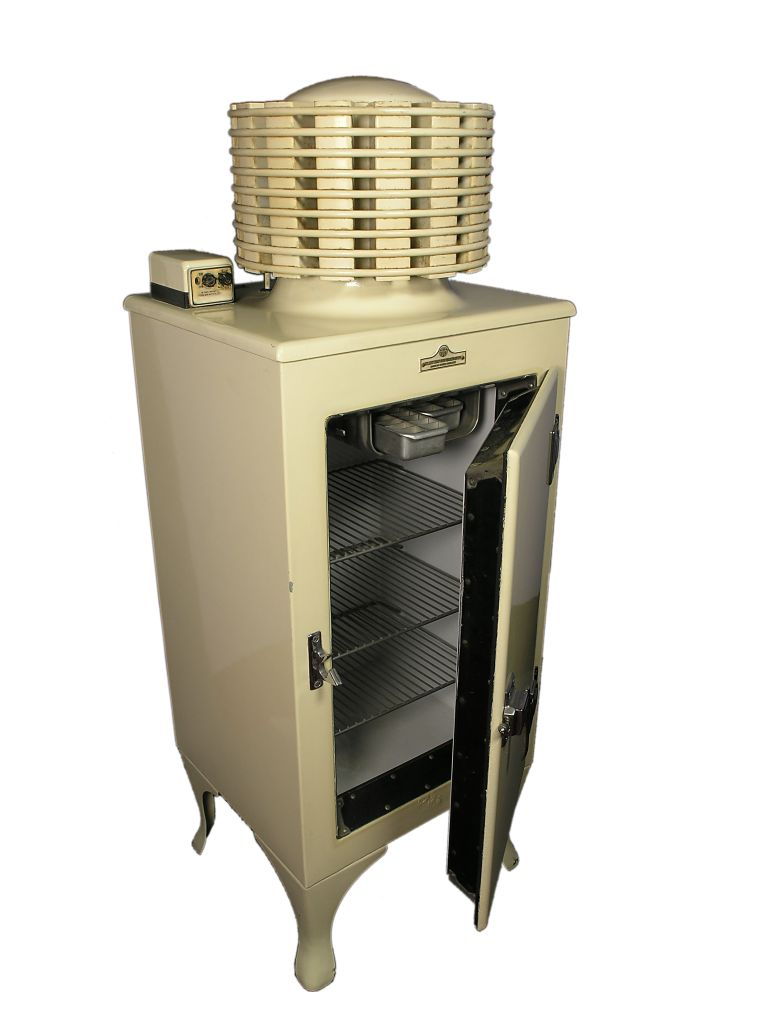
Un des premiers réfrigérateurs électriques avec son échangeur de chaleur sur le dessus.

Les réfrigérateurs domestiques se composent généralement de compartiments de refroidissement et de congélation et peuvent avoir quatre zones de température : −18 °C (0 °F) (congélateur), 0 °C (viandes), 4 °C (40 °F) (réfrigérateur) et 10 °C (50 °F) (légumes), pour le stockage des différents types de nourriture. Le volume d'un réfrigérateur se mesure en litres ou en pieds cubes[réf. souhaitée]. Seul le « volume utile » (dit aussi « volume net ») indique la capacité de stockage, par opposition au « volume brut ».
La température adéquate pour un réfrigérateur est de 5 °C à l'étage du milieu.
Le point le plus froid est l'étage inférieur (2 °C) situé au-dessus du bac à légumes. C'est l'endroit où mettre la viande et le poisson frais.
Les œufs, les produits laitiers, la charcuterie, les restes, les gâteaux et les produits portant la mention « à conserver au froid après ouverture » sont à positionner sur les étages du milieu (4 à 5 °C) et sur l'étagère du haut (8 °C).
Les bacs en bas (jusqu'à 10 °C) sont destinés aux fruits et légumes susceptibles d'être endommagés par de trop basses températures.
Les compartiments ou les étagères à l'intérieur de la porte sont les parties les plus chaudes du réfrigérateur (10 à 15 °C), elles sont destinées à recevoir les produits qui se satisfont d'une réfrigération légère : les boissons, la moutarde et le beurre.
Depuis la fin des années 1950, plusieurs modèles de réfrigérateurs sont de type « sans givre » et possèdent un système réfrigération/congélation par circulation d'air avec un évaporateur situé dans un compartiment isolé des autres compartiments pour la nourriture et un système de dégivrage automatique utilisant des éléments chauffants. Ce système no frost a pour conséquence une uniformisation de la température, un refroidissement plus rapide de l'air après ouverture de la porte, un assèchement accéléré des aliments non couverts et une augmentation de la consommation par rapport au système classique de dégivrage automatique.
Dans les modèles récents, un affichage à cristaux liquides suggère la température à utiliser pour les divers types de nourriture à conserver et montre la date limite de consommation (DLC) des produits[réf. souhaitée].
Quelques modèles incluent un système pour avertir d'une panne de courant, avec une fonction de mémoire qui alerte l'utilisateur de la coupure en faisant clignoter l'affichage de la température. En appuyant sur une touche d'information, l'utilisateur est informé de la température maximale atteinte pendant la panne de courant et sait si les aliments surgelés ont été décongelés ou s'ils risquent d'avoir développé des bactéries dangereuses.
Les anciens réfrigérateurs utilisaient le fréon comme réfrigérant, qui fait partie de la famille des CFC, qui détruisent la couche d'ozone. Après la ratification du protocole de Montréal, ces fluides ont été remplacés par le R134a ou autres (HCFC). Aujourd'hui, la majorité des fabricants européens d'électroménager ont opté pour l'isobutane (R600a).
En 2019, plus de la moitié de la production mondiale est situé à Foshan, en Chine.

### Fonctionnement
Le réfrigérateur à compression (domestique) fonctionne selon un principe qui consiste à évaporer un fluide frigorigène (tel que les CFC : R12, R22 ou actuellement R134a et R600a) qui se trouve généralement à basse pression dans un circuit fermé. Cette évaporation provoque le refroidissement du fluide frigorigène car il s'agit d'un processus endothermique. Le fluide frigorigène est ensuite à nouveau compressé pour redevenir liquide dans le condenseur ; il s'agit d'un processus exothermique, la chaleur générée est évacuée à l'arrière du réfrigérateur. Le fluide frigorigène décrit un cycle perpétuel fermé, le fluide est recyclé indéfiniment.

### Types
Les réfrigérateurs domestiques se déclinent en plusieurs catégories :
- table top : réfrigérateur bas (hauteur de l'ordre de 80 cm), dont la face supérieure est utilisable comme plan de travail, composé d'un seul compartiment, éventuellement avec compartiment freezer interne ;
- à une porte : similaire au table top, mais plus haut ;
- à double porte : réfrigérateur possédant un compartiment congélation séparé, mais un seul système de réfrigération ;
- multiporte : la partie réfrigérateur est située en haut et possède une ou deux portes, tandis que le congélateur, situé en partie basse, est localisé dans un ou deux tiroirs. L'avantage de ce type de configuration est l'optimisation du froid : la partie la plus froide étant en bas et les tiroirs gardant mieux ce froid à l'ouverture (à l'instar des bacs ouverts des magasins). Ce type d'appareil peut comporter une fonction « eau fraîche » en façade, avec ou sans raccordement extérieur ;
- tout utile : réfrigérateur simple porte ne possédant pas de freezer, ce format est tout particulièrement adapté aux gens qui ont déjà un congélateur ;
- combiné : réfrigérateur possédant un compartiment congélation complètement indépendant ;
- américain : réfrigérateur de grande taille, avec compartiment congélation vertical et équipements supplémentaires (distributeur d'eau, de glace pilée…). Ce dernier type de réfrigérateur est réputé gourmand en énergie.

### Types de froid
Il existe trois types de froid : statique, brassé (ou dynamique) et ventilé (ou « no frost »),.

### Classes climatiques
La plage de température ambiante idéale de fonctionnement d'un réfrigérateur dépend des classes climatiques :
- SN (tempérée élargie) 10 à 32 °C[22] ;
- N (tempérée) 16 à 32 °C[22] ;
- ST (semi-tropical) 18 à 38 °C[22] ;
- T (tropicale) 18 à 43 °C[22] ;
- SN-T (tropicale élargie) 10 à 43 °C[22] ;
- N-T (tempéré à tropicale) 16 à 43 °C ;
- SN-ST (subtropicale élargie) 10 à 38 °C[22] ;
- N-ST (tempéré à subtropicale) 15 à 38 °C[22].

Si la température est très en dessous de la plage de fonctionnement, le moteur peut stopper et si la température est au-dessus, on observe une inefficacité.

### Efficacité énergétique
La technologie des réfrigérateurs a fait énormément de progrès en quelques décennies. Aux États-Unis, leur consommation unitaire est passée de 1 800 kWh/an en 1974 à 450 kWh/an en 2001. Lorsque les 150 millions de réfrigérateurs américains seront aux normes d'efficacité énergétique, l'économie d'électricité sera de 200 GWh.

## Autres types
- Le réfrigérateur à absorption de gaz, utilisé dans les chambres d'hôtel du fait de son fonctionnement silencieux[N 4] et les camping-cars[N 5].
- Le réfrigérateur à effet Peltier, qui équipe les appareils les plus petits, dont les glacières électriques.
- Le réfrigérateur thermoacoustique.
- Le réfrigérateur magnétique.
- Le réfrigérateur à moteur Stirling.
- Le réfrigérateur pot dans un pot.

## Développement moderne

### Réfrigérateur écologique
Il existe des réfrigérateurs plus respectueux de l'environnement destinés aux pays en voie de développement. Un tel réfrigérateur repose sur le fonctionnement du réfrigérateur à absorption mais utilise le soleil comme générateur. Il est intéressant car il n'utilise que le soleil comme source d'énergie, ce qui fait de lui un réfrigérateur idéal pour le tiers-monde.

### Technologies
- Chlorofluorocarbures (CFC) (fréon en général)
- Pompe à chaleur
- Réfrigération magnétique

### Camions frigorifiques
Des camions frigorifiques sont utilisés pour transporter les denrées périssables, comme les aliments surgelés, les fruits et les légumes, et les produits chimiques sensibles à la température.
La plupart des camions frigorifiques modernes maintiennent des températures de −40 à +20 °C et ont une charge utile maximum d'environ 24 tonnes (en Europe). Les camions frigorifiques sont plus utilisés en hiver, quand il y a une demande significative pour transporter des produits chimiques à des températures relativement élevées (10 à 20 °C)[réf. nécessaire].